# 漁帆暗湧
《漁帆暗湧》是一款由纽西兰游戏开发工作室Black Salt Games开发并由Team17发行的恐怖冒险游戏，本作于2023年3月30日在Microsoft Windows、PlayStation 4、PlayStation 5、Xbox One、Xbox Series X/S和任天堂Switch平台上发行。

## 游戏玩法
《漁帆暗湧》的核心玩法是出海钓鱼并将捕获的鱼带到市场与鱼贩交易。玩家在出海期间会遇见怪物或岩石等令渔船受损的障碍物，受损的渔船会让鲜鱼存货量减少。返航后，受损的渔船可以拜托船匠修理或与船匠交易渔船的零件或设备等。出海前玩家需要定期检查位于码头的仓库储物箱的所有物和确认鲜鱼的状态。除此之外，《漁帆暗湧》也有委託系统和黑夜。在黑夜中出海会更容易增加恐慌度，从而导致怪物的出现率增加。为防止恐慌度持续增加，玩家可以选择在夜间开船灯或在码头休息睡觉。

## 故事简介
偏远海岛“大梅罗”的居民救下一位在航海中遇难的受雇渔夫，渔夫苏醒后与镇长见面并为了留下而依照镇长的指示启航钓鱼并面对在航海中可能出现的怪物。

## 开发
2023年3月30日，《漁帆暗湧》由英国游戏开发商Team17于Microsoft Windows、PlayStation 4、PlayStation 5、Xbox One、Xbox Series X/S和任天堂Switch平台上发售。2023年5月，Black Salt Games宣布游戏在未来中的更新，其中包括船只外型改造、地图标记、照相模式、使敌对生物不具有攻击性、从而减轻游戏压力的“被动模式”以及修复游戏中的一些问题。除此之外，也将会推出关于“Ironhaven Corporation”的付费DLC。

## 评价
《漁帆暗湧》在评论聚合网站Metacritic获得的评价是“普遍好评”。IGN的Gabriel Moss表示《漁帆暗湧》是一部“令人难忘的钓鱼模拟恐怖游戏”，尤其是剧情、画面等。Gabriel还表示游戏因缺乏战斗机制而导致游戏重复性略高。Siliconera的Jenni Lada评价《漁帆暗湧》是一款“容易上手”且平衡性好的钓鱼恐怖游戏，Eurogamer的Edwin Evans-Thirlwell评价《漁帆暗湧》的渔船升级系统令游戏挑战性变得微不足道。